# Norman Washington Manley
Norman Washington Manley (* 4. Juli 1893 in Roxborough, Manchester Parish, Colony of Jamaica; † 2. September 1969 in Kingston) war ein jamaikanischer Politiker. Er ist einer der sieben Nationalhelden der Insel; sein voller Titel lautet „The Right Excellent Norman Washington Manley“. Zusammen mit Alexander Bustamante setzte er sich für ein allgemeines Wahlrecht ein. Sein größter Erfolg war die Unabhängigkeit vom Vereinigten Königreich.
Manley gründete 1938 mit Bustamante die linksgerichtete People’s National Party (PNP), die sich später dem Trade Union Congress und der National Workers’ Union anschloss. Er führte die Partei bei allen Wahlen von 1944 bis 1967. Ihre Bemühungen bewirkten 1944 eine Verfassungsänderung, die das allgemeine Wahlrecht garantierte. Er war vom 2. Februar 1955 bis zum 29. April 1962 oberster Minister (Chief Ministers). Sein Nachfolger war Bustamante, der als erster Premierminister regierte.

## Leben
Zu Manleys Familie gehörten Menschen aus verschiedenen ethnischen Gruppen, sowohl europäischer, als auch afrikanischer Herkunft. Als junger Mann war er ein ausgezeichneter Schüler. Mit einem Rhodes-Stipendium studierte er am Jesus College in Oxford Rechtswissenschaften. Im Ersten Weltkrieg kämpfte er im British West Indies Regiment auf Seiten des Vereinigten Königreiches von Großbritannien und Irland, anschließend kehrte er nach Jamaika zurück, wo er als Barrister arbeitete. Er unterstützte eine Gruppe Bananenbauern, die den Export ihrer Produkte selbst in die Hand nehmen wollte, bei der Gründung einer Handelsgesellschaft. Ein Teil der Einnahmen sollte für wohltätige Zwecke eingesetzt werden.
Während der Unruhen von 1938 trat er für die Interessen der Arbeiter ein. Er und die PNP unterstützten das mittlerweile von Bustamante geleitete trade union movement, Hauptziel war ein allgemeines Wahlrecht. 1944 erreichten sie ihr Ziel, aber es dauerte noch mehr als zehn Jahre, bis Manley 1955 zum Regierungschef gewählt wurde. Er blieb bis zur endgültigen Unabhängigkeit vom Vereinigten Königreich 1962 als oberster Minister im Amt.
Manley befürwortete einen Beitritt Jamaikas zur westindischen Föderation, was bei Bustamante auf Ablehnung stieß. Ein Referendum lehnte den Beitritt ab. Manley setzte sich nun für eine Verfassungsänderung ein, die die Unabhängigkeit Jamaikas zum Ziel hatte. Er stand einem entsprechenden Komitee vor, das erfolgreich mit dem Vereinigten Königreich verhandelte.
Trotz des Erfolgs verlor Manley die Wahl von 1962 und musste in die Opposition gehen. Bis wenige Wochen vor seinem Tod am 2. September 1969 gehörte er dem Parlament an. Kurz vor seinem Tod wurde er zum Nationalhelden erklärt, zusammen mit Bustamante. Sein Grabmal wurde von dem Künstler Christopher González gestaltet. Verschiedene Orte und Gebäude wurden nach ihm benannt, darunter auch der Norman Manley International Airport in Kingston. Er ist auf der Fünf-Dollar-Münze abgebildet. Sein Sohn Michael Manley wurde 1972 Premierminister.